# Kleine Vera
Kleine Vera, auch Die kleine Vera (Originaltitel: Маленькая Вера, Malenkaja Wera), ist ein sowjetischer Spielfilm unter der Regie von Wassili Pitschul aus dem Jahr 1988.

## Handlung
Wera lebt mit ihren Eltern in einer Industrie- und Hafenstadt in einem Wohnblock unter recht beengten Verhältnissen. Ihr Vater Nikolai arbeitet als Kraftfahrer. Die Mutter Rita kümmert sich aufopferungsvoll um den Alkoholiker und schuftet sich kaputt. Beide kommen mit der Erziehung Weras nicht zurecht und geben dafür Weras Freundin Lenka die Schuld. Als die Mutter in den Sachen ihrer Tochter eine 20-Dollar-Banknote findet und Wera nicht erklären will woher sie diese hat, ruft sie ihren Sohn Wiktor, der in Moskau als Arzt arbeitet, an. Sie bittet ihn, nach Hause zu kommen. Er soll auf seine Schwester, die die Schule beendet hat und sich eigentlich einen Studienplatz suchen sollte, einen positiven Einfluss nehmen.
Am Nachmittag geht Wera mit Lenka zum Treffpunkt der Stadt, wo die Jugendlichen herumhängen, tanzen und sich prügeln, weshalb die Polizei ständig präsent ist. Hier lernt sie den blondgelockten Sergei kennen, mit dem sie noch am gleichen Abend in dessen Wohnheim ins Bett geht. Wieder zu Hause angekommen, muss sich Wera erst einmal um ihren betrunkenen Vater kümmern, ihm den Alkohol wegnehmen und etwas zu essen geben. Von ihm erfährt sie, dass ihr Bruder Wiktor kommen wird, aber wie immer ohne seine Familie, was den Vater doch etwas verwundert. Drei Tage später kommt Wiktor an und hält in der Wohnung erst einmal einen Vortrag über die Hierarchie in der Familie und wer dort wann etwas zu sagen hat. Als es Wera reicht, geht sie einfach zu Sergei ins Wohnheim. Hier wird sie von ihrem Bruder gefunden, der seinen Freund Sergei besuchen will. Als er sieht, wie die beiden zueinander stehen, hält er Wera einen Vortrag, worauf Sergei ihm sagt, dass er Wera heiraten und treu sein will.
Wieder bei ihren Eltern angekommen, hat Wiktor bereits alles erzählt und so bekommt sie Krach. Deshalb schafft sie vollendete Tatsachen, behauptet, dass sie schwanger ist, und quartiert Sergei als ihren zukünftigen Ehemann in der elterlichen Wohnung ein. Das Drama nimmt seinen Lauf, als Sergei sich dem familiären Reglement widersetzt. Wera, hin- und hergerissen zwischen zwei Welten, fürchtet um ihre Liebe zu Sergei. Dieser schließt Nikolai an dessen Geburtstagsfeier in der Toilette ein, da der völlig betrunken ist und ständig Streit sucht. Wera lässt den Vater nach einer gewissen Zeit wieder frei, doch der sticht bei der ersten Gelegenheit mit einem Küchenmesser auf Sergei ein, der dadurch lebensgefährlich verletzt wird. Doch er verrät nicht, dass sein Schwiegervater auf ihn eingestochen hat, sondern behauptet, sich nicht mehr erinnern zu können. Wera und ihre Mutter sagen auch nicht die Wahrheit, denn sie können auf den Ernährer der Familie nicht verzichten.
Wera kommt mit den ganzen Problemen nicht mehr klar und will sich mit Schnaps und Tabletten das Leben nehmen. Sie wird aber von ihrem Bruder gefunden, der gerade mit dem aus dem Krankenhaus entlaufenen Sergei die Wohnung betritt. Mit seiner Unterstützung erbricht sie die eben geschluckten Tabletten in der Toilette. Nun fährt Wiktor zurück nach Moskau und Sergei versöhnt sich wieder mit Wera, da er sie liebt. Keiner merkt, dass in dieser Zeit Weras Vater an Herzversagen in der Küche stirbt.

## Produktion
Der in Farbe gedrehte Film hatte im Oktober 1988 unter dem Titel Маленькая Вера in der Sowjetunion Premiere und fand dort über 54 Millionen Zuschauer.
Drehort war Schdanow in der Ukrainischen SSR (heute Mariupol, Ukraine) am Asowschen Meer.
In Bundesrepublik erfolgte die erste Aufführung im 11. Februar 1989 während der 39. Internationalen Filmfestspiele Berlin in der zum 19. Mal veranstalteten Reihe: Internationales Forum des Jungen Films (kurz: Forum). Am 1. März 1990 begann der reguläre Anlauf in den Kinos. Am 21. März 1990 wurde der Film im Fernsehsender 1 PLUS ausgestrahlt.
In der DDR erfolgte die Premiere am 4. Mai 1990 im Berliner Kino Toni.

## Kritik
Für Helmut Ullrich von der Neuen Zeit zeigt der Film:

„… die genaue Beobachtung von schwerem und schwierigem Leben in Dürftigkeit und Schäbigkeit. Lebenskampf als etwas Zermürbendes, das demoralisierende Auswirkungen hat, das Gleichgültigkeit und Unfreundlichkeit und auch Rohheit erzeugt. Das Lebensgefühl einer Jugend, die unglücklich in den Tag hineinlebt, schon gezeichnet von diesen niederdrückenden Verhältnissen, desillusioniert. Stagnation ins Psychische übersetzt. Monotonie und Mangel als die Grundelemente des emotionalen Klimas.“

Das Lexikon des internationalen Films bezeichnete den Film als eindrucksvollen, ungemein dicht inszenierten Erstlingsspielfilm, der in einer für sowjetische Verhältnisse bis dahin ungewohnt offenen, naturalistischen Darstellung die Konflikte einer Jugend beschreibt, die feste Orientierungen verloren hat.

## Auszeichnungen
- 1988: Montreal World Film Festival: Spezialpreis
- 1988: Internationale Filmfestspiele von Venedig: Preis der internationalen Filmpresse
- 1988: Chicago International Film Festival: Natalja Negoda – Beste Darstellerin
- 1989: Festival für Junge Filmschaffende Genf: Natalja Negoda – Beste Darstellerin
- 1989: UdSSR Filmpreis Nika: Natalja Negoda – Beste Darstellerin
- 1989: 40. Filmfestival der Werktätigen Slaný Tschechoslowakei: Hauptpreis[5]
- 1989: Europäischer Filmpreis: Bestes Drehbuch[6]
- 1990: Internationales Filmfestival Moskau: Natalja Negoda – Beste Darstellerin